# 舘岩中継局
舘岩中継局（たていわちゅうけいきょく）は、福島県南会津郡南会津町にあった中継局である。

## 概要
南会津郡南会津町水石背戸山に置かれ、舘岩地区の一部などに電波を発射していた。

## 中継局概要

### アナログテレビ
| 放送局名          | テレビチャンネル | 空中線電力        | ERP             | 放送対象地域 | 放送区域内世帯数 |
| TUFテレビユー福島 | 51ch             | 映像3W /音声750mW | 映像8.1W 音声2W | 福島県       | 不明             |
| NHK福島教育テレビ | 53ch             | 映像3W /音声750mW | 映像8.1W 音声2W | 全国         | 不明             |
| NHK福島総合テレビ | 55ch             | 映像3W /音声750mW | 映像8.1W 音声2W | 福島県       | 不明             |
| FTV福島テレビ     | 57ch             | 映像3W /音声750mW | 映像8.1W 音声2W | 福島県       | 不明             |
| FCT福島中央テレビ | 59ch             | 映像3W /音声750mW | 映像8.1W 音声2W | 福島県       | 不明             |

- 2011年7月24日で廃局となる予定だったが、東日本大震災発生の影響で、2012年3月31日まで稼動した。

## 偏波面
- テレビ放送…水平偏波